# Sixteen Stone
Sixteen Stone é o primeiro álbum de estúdio da banda de rock britânica Bush. Lançado em 1994 através da Trauma Records, que ostentava vários singles de sucesso e é considerado o álbum mais popular da banda.
Na Billboard Music Charts (América do Norte), Sixteen Stone alcançou a posição #4 no Billboard Heatseekers e 200 cartas. O álbum gerou dois singles Top 40. Após cerca de meio ano de promoção de Sixteen Stone, o álbum começou a vender descontroladamente, uma vez que "Comedown" e "Glycerine" atingiu a América. O álbum global teve uma recepção bastante boa, embora um crítico mencionasse que a banda soava muito como os roqueiros de Seattle, Nirvana e Pearl Jam. Nos últimos anos, o Bush se distanciou do grunge com versões experimentais de sons familiares, como os álbuns "Science of Things" e "Deconstructed".

## Antecedentes
No Reino Unido, uma pedra (stone) é uma unidade de peso que equivale a 14 libras. Portanto, significa dezesseis pedras (sixteen stone) equivale a £ 224 ou aproximadamente 102 kg. Quando perguntado por que o vocalista Gavin Rossdale escolheu o nome "Sixteen Stone" para o nome de seu álbum, ele disse: "Era uma vez houve um homem solitário ... meu amigo, que ligou para um número de telefone que fazia publicidade de uma 'beleza escandinava de 21 anos, nova na cidade'. Quando ela chegou, ela tinha quarenta anos e dezesseis pedras..."
No encarte do Sixteen Stone, há um coração e uma dedicação a Rupert e Julie, dois amigos de Gavin, que morreu em um acidente de barco ao longo do Tâmisa, na Inglaterra.
O CD eo caso ter uma imagem do que parece ser um arbusto ou mop cabeça voando pelo ar. Esta é realmente cão Gavin chamado Winston. Um Puli, uma raça de cão com cordas dreadlock-like, que foi lançado no ar ou está pulando. Beck usou o mesmo efeito em 1996 com um Komondor, outra raça do cão húngaro que tem a pele semelhante ao Puli, no seu álbum Odelay que parece um espanador de saltar um obstáculo.

## Faixas
Todas as faixas escritas e compostas por Gavin Rossdale. 
| Edição padrão  |                  |                |         |  |
| N.º            | Título           | Compositor(es) | Duração |  |
| 1.             | "Everything Zen" |                | 4:38    |  |
| 2.             | "Swim"           |                | 4:56    |  |
| 3.             | "Bomb"           |                | 3:23    |  |
| 4.             | "Little Things"  |                | 4:24    |  |
| 5.             | "Comedown"       |                | 5:27    |  |
| 6.             | "Body"           |                | 5:43    |  |
| 7.             | "Machinehead"    |                | 4:16    |  |
| 8.             | "Testosterone"   |                | 4:20    |  |
| 9.             | "Monkey"         |                | 4:01    |  |
| 10.            | "Glycerine"      |                | 4:27    |  |
| 11.            | "Alien"          |                | 6:34    |  |
| 12.            | "X-Girlfriend"   |                | 0:45    |  |
| Duração total: | Duração total:   | Duração total: | 52:38   |  |

## Paradas
Todas as faixas que foram as paradas são singles:
| Year | Song           | Chart                  | Spot   |
| ---- | -------------- | ---------------------- | ------ |
| 1995 | Everything Zen | Modern Rock Tracks     | No. 2  |
| 1995 | Everything Zen | Mainstream Rock Tracks | No. 5  |
| 1995 | Little Things  | Modern Rock Tracks     | No. 4  |
| 1995 | Little Things  | Mainstream Rock Tracks | No. 6  |
| 1995 | Comedown       | Modern Rock Tracks     | No. 1  |
| 1995 | Comedown       | Billboard Hot 100      | No. 30 |
| 1995 | Glycerine      | Modern Rock Tracks     | No. 1  |
| 1995 | Glycerine      | Mainstream Rock Tracks | No. 4  |
| 1995 | Glycerine      | Billboard Hot 100      | No. 28 |
| 1995 | Glycerine      | Top 40 Mainstream      | No. 28 |
| 1996 | Machinehead    | Modern Rock Tracks     | No. 4  |
| 1996 | Machinehead    | Mainstream Rock Tracks | No. 4  |
| 1996 | Machinehead    | Billboard Hot 100      | No. 43 |